# Холбур
Холбур (енгл. Halbur) град је у америчкој савезној држави Ајова. По попису становништва из 2010. у њему је живело 246 становника.

## Демографија
Према попису становништва из 2010. у граду је живело 246 становника, што је 44 (21,8%) становника више него 2000. године.
| Група             | 2000.        | 2010.       |
| Белци             | 202 (100.0%) | 245 (99,6%) |
| Афроамериканци    | 0 (0,0%)     | 0 (0,0%)    |
| Азијати           | 0 (0,0%)     | 0 (0,0%)    |
| Хиспаноамериканци | 0 (0,0%)     | 0 (0,0%)    |
| Укупно            | 202          | 246         |